# Téthys
Téthys (řecky Τηθύς, latinsky Tethys) je v řecké mytologii podle Pelasgického mýtu o stvoření světa dcerou Eurynomé a hada Ofióna. Spolu s Ókeanem je jako každý z Titánů přidělena jedné z hvězdných mocností, v jejím případě to byla Venuše.
Podle Homérského mýtu o stvoření světa je dcerou boha nebe Úrana a bohyně země Gaie, sestra a manželka nejstaršího Titána Ókeana. Gaia se stala manželkou Úrana, když ovládl svět a zplodili dvanáct potomků, Titánů jménem Ókeanos, Koios, Kríos, Hyperíón, Íapetos a Kronos a Titánky jménem Theia, Rheia, Mnémosyné, Foibé, Themis a Téthys.

## Manželé/Děti
Ókeanovi zrodila nesčíslné množství potomků: všechny řeky a potoky, které ústí do moře; dále tři tisíce dcer a tři tisíce synů. Jejich úplný počet neuvádí ani Homér, Hésiodos ani žádný jiný z antických básníků.
1. s Ókeanem
  1. Achelóos
  2. Acherón
  3. Alfeios
  4. Amaltheia
  5. Amfitríta
  6. Asia
  7. Asópos
  8. Kallirhoé
  9. Catillus
  10. Cebren
  11. Kéfísos
  12. Kirké
  13. Clitunno (Římská mytologie)
  14. Klymené
  15. Crinisus
  16. Dióna
  17. Dóris
  18. Élektra
  19. Enipeus
  20. Eurynomé
  21. Ínachos
  22. Lysithea
  23. Melia
  24. Meliboea
  25. Meropé
  26. Métis
  27. Nil
  28. Péneios
  29. Persé
  30. Filyra
  31. Pléioné
  32. Rhodé
  33. Skamandros
  34. Styx
  35. Telesto
  36. Tiberinus (Římská mytologie)
  37. Tibertus (Římská mytologie)
  38. Tyché
  39. Volturnus (Římská mytologie)
  40. Zeuxo

## Účast v příbězích
Do mýtů se Téthys zapsala zejména tím, že když Zeus povstal proti svému otci (a jejímu bratru) Kronovi, unesla bohyni Héru a poskytla jí útočiště až dokud Zeus nezvítězil a neodvedl si ji jako svou manželku na Olymp.
Téthys také na příkaz nespokojené Héry společně se svým mužem zařídila, že Kallistó a její syn Arkas, umístění Diem na oblohu jako souhvězdí Velké medvědice a Malého medvěda, nikdy neklesnou pod obzor. Héra totiž na Dia žárlila, ale protože nemohla trestat jeho, trestala předměty jeho vášně, což byla také Kallistó. Tímto mýtem Řekové vysvětlovali, proč jsou tato dvě souhvězdí cirkumpolární.

## Jiné postavy
Téthys je někdy zaměňována s mořskou vílou Thetidou, manželkou Pélea a matkou Achillea.

## Téthys v Science fiction
V několikadílném cyklu Kantos Hyperionu je Téthys řekou, která teče po planetách impéria známého jako Hegemonie Člověka. Pomocí speciálních transdimenzionálních bran jsou spojeny toky na desítkách planet v jedinou řeku.